# 磯部駅 (石川県)

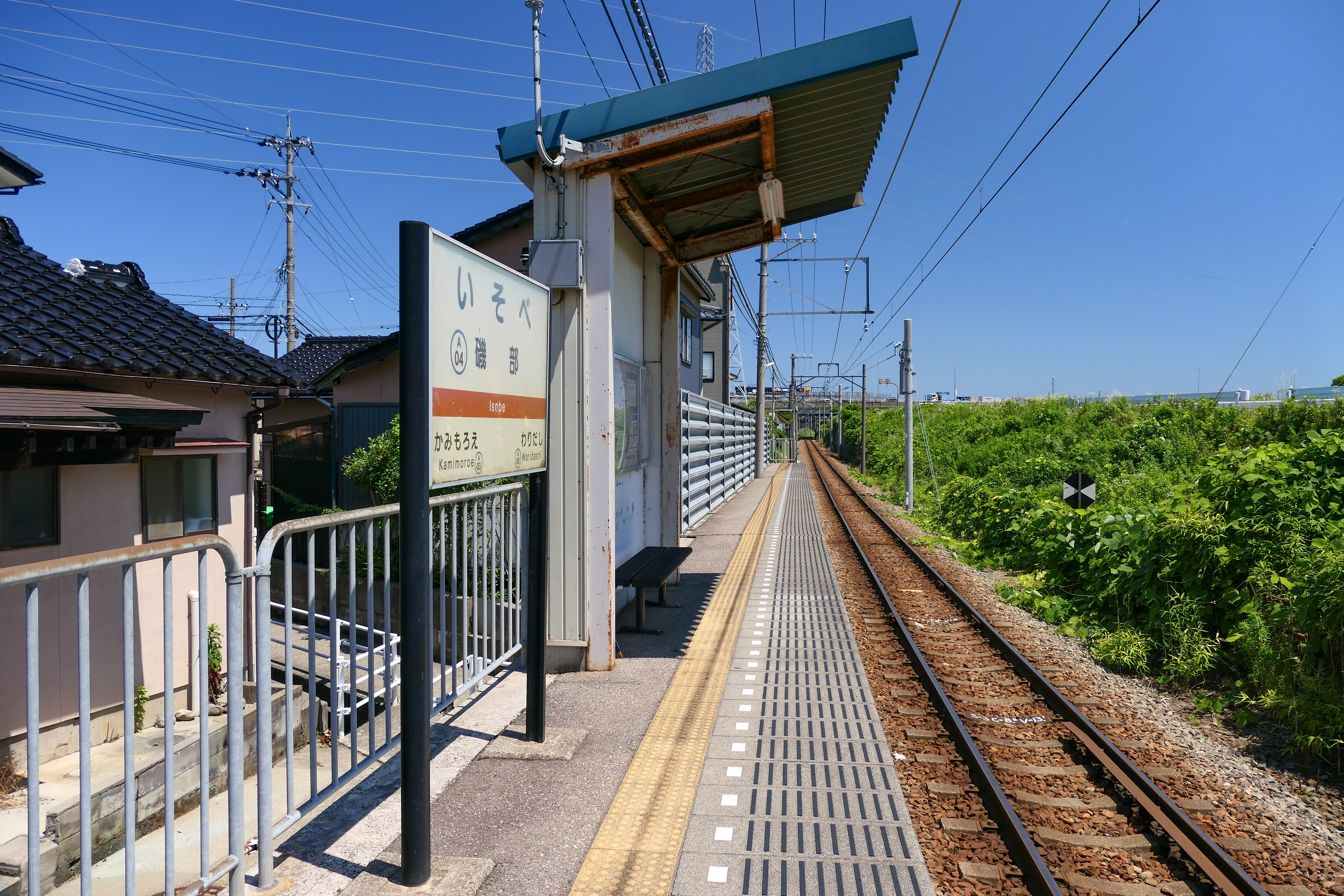
ホーム（2023年6月）

磯部駅（いそべえき）は、石川県金沢市諸江町にある北陸鉄道浅野川線の駅である。駅番号はA04。

## 歴史
- 1925年（大正14年）5月10日：浅野川電気鉄道の磯部駅として開業[1]。
- 1945年（昭和20年）10月1日：北陸鉄道が浅野川電気鉄道を合併したことに伴い、同社の浅野川線の駅となる[2]。

## 駅構造
単式ホーム1面1線を有する地上駅。無人駅となっている。

## 利用状況
1日の平均乗降人員は以下の通りである。
| 1日乗降人員推移 | 1日乗降人員推移 |
| 年度            | 1日平均人数     |
| --------------- | --------------- |
| 2011年          | 63              |
| 2012年          | 79              |
| 2013年          | 91              |
| 2014年          | 95              |
| 2015年          | 96              |
| 2016年          | 97              |
| 2017年          | 108             |
| 2018年          | 99              |
| 2019年          | 114             |

## 駅周辺
- 金沢城北市民運動公園
  - 金沢市民野球場
  - 金沢スタジアム（金沢ゴーゴーカレースタジアム）- 当該施設をホームスタジアムとして利用しているツエーゲン金沢は、2024年時点で駅および周辺が狭く危険なことから、沿線住民以外の一般観戦客が当駅を利用しないよう呼びかけている[5]。
- 地域医療機能推進機構金沢病院

## 隣の駅
北陸鉄道
■浅野川線
上諸江駅 (A03) - 磯部駅 (A04) - 割出駅 (A05)